# Aleksandra Zielińska
Aleksandra Zielińska (ur. 5 stycznia 1989 w Sandomierzu) – polska pisarka.
Laureatka Nagrody im. Adama Włodka za rok 2017. Nominowana do Nagrody Conrada 2015 za najlepszy literacki debiut 2014 za powieść Przypadek Alicji, do Nagrody Literackiej im. Witolda Gombrowicza 2017 za powieść Bura i Szał oraz do Nagrody Literackiej Gdynia 2018 za zbiór opowiadań Kijanki i kretowiska. Laureatka stypendium Młoda Polska 2018 i międzynarodowego Funduszu Wyszehradzkiego oraz Nagrody im. A. Włodka. Członkini zespołu literackiego przy Studiu Munka.Członkini grupy literackiej Harda Horda. Mieszka w Krakowie.

## Twórczość

### powieści
- Przypadek Alicji (Wydawnictwo W.A.B., Warszawa 2014)
- Bura i szał (Wydawnictwo W.A.B., Warszawa 2016)[7]
- Sorge (Wydawnictwo W.A.B, Warszawa 2019)
- Grzybnia (Agora, 2023)[8]

### zbiory opowiadań
- Kijanki i kretowiska (Wydawnictwo W.A.B., Warszawa 2017)